# Dor miofascial em animais
O termo "dor miofascial" faz referência a um conjunto de condições dolorosas que podem afetar o sistema músculo-esquelético, podendo ocorrer tanto em seres humanos quanto em animais, como cães. Essa condição desconfortável pode resultar em dor, rigidez e restrição de movimento. As origens da dor miofascial são variadas, sendo as mais comuns as contraturas musculares, agudas ou crônicas, e a Síndrome Dolorosa Miofascial (SDM).

## Tipos

### Contraturas Agudas
As contraturas agudas são geralmente causadas por traumas musculares, como lesões diretas ou decorrentes de cirurgias. Elas podem ser classificadas em graus 1, 2 e 3. As contraturas de grau 1 são consideradas leves, envolvendo lesões mínimas em algumas fibras musculares, com pouca inflamação e perda de função mínima. Elas normalmente se resolvem por conta própria em alguns dias. Já as contraturas de grau 2 causam danos mais extensos, com hematoma e edema, exigindo tratamento analgésico e resolvendo-se em algumas semanas com tratamento adequado. As contraturas de grau 3 apresentam danos severos com perda completa de função, extensos hematomas e dor intensa, requerendo tratamento medicamentoso e intensa reabilitação, podendo levar semanas a meses para cicatrizar completamente.
O tratamento das contraturas agudas segue o princípio PRICE (Protection, Rest, Ice, Compression, Elevation - proteção, repouso, gelo, compressão e elevação), adaptado da medicina humana. Dependendo do grau da lesão, são indicadas técnicas de reabilitação, incluindo bandagens elásticas, ultrassom, eletroterapia analgésica, laserterapia e, após a fase aguda, alongamentos, exercícios e mobilizações para restaurar a função muscular.

### Contraturas Crônicas
Os principais tipos de contraturas crônicas em animais incluem contraturas miostáticas, contraturas por miofibrose e aquelas decorrentes de espasticidade. As contraturas miostáticas são resultado de contraturas agudas que se tornaram crônicas ou de lesões musculares crônicas devido a sobrecarga, lesões repetitivas ou alterações biomecânicas. Elas causam inflamação muscular e aderências miofasciais, encurtando o músculo e resultando em dor e disfunção. O tratamento inclui técnicas de termoterapia, alongamentos e exercícios de fortalecimento.
As contraturas por miofibrose são casos graves, frequentemente envolvendo o quadríceps, e podem levar à deformidade permanente. O tratamento inclui bloqueio da contração muscular com toxina botulínica e o uso de bandagens ou órteses para evitar deformidades.
As contraturas espásticas são decorrentes de lesões neurológicas que causam hipertonia muscular em todo o membro. O tratamento visa aliviar a dor crônica por meio de bolsas quentes, mobilização, alongamento e massoterapia. Em alguns casos, a toxina botulínica pode ser aplicada nos principais músculos hipertônicos.

### Síndrome Dolorosa Miofascial
A Síndrome da Dor Miofascial (SDM) é uma dor crônica que afeta os tecidos moles, como músculos e tecidos conjuntivos. Ela é caracterizada por pontos-gatilho, que são áreas de fibras musculares tensas que causam dor localizada quando pressionadas. Esses pontos podem resultar de lesões, má postura, uso excessivo, estresse ou trauma. O diagnóstico em cães envolve histórico clínico e palpação para identificar os pontos-gatilho. O tratamento inclui terapia manual, técnicas de desativação de pontos-gatilho, alongamentos, exercícios de fortalecimento, modalidades físicas e, em alguns casos, intervenções farmacológicas.
Os pontos-gatilho (trigger points, em inglês) são áreas específicas de tensão muscular que podem causar dor e desconforto em animais, assim como ocorre em seres humanos. Esses pontos-gatilho são caracterizados por nódulos palpáveis e dolorosos dentro do tecido muscular, e quando estimulados, podem desencadear dor referida em áreas distantes do corpo do animal. Essas áreas de dor referida muitas vezes são interpretadas como dor localizada, mas a fonte real do problema está nos pontos-gatilho.
A formação de pontos-gatilho em animais pode ser causada por uma variedade de fatores, incluindo:
Trauma: Lesões musculares agudas ou repetidas podem desencadear o desenvolvimento de pontos-gatilho. Isso inclui quedas, contusões, estiramentos musculares e outras formas de trauma físico.
Sobrecarga muscular: O uso excessivo de certos músculos devido à atividade física intensa, treinamento inadequado ou postura incorreta pode levar à formação de pontos-gatilho.
Estresse: O estresse crônico ou agudo pode aumentar a tensão muscular, contribuindo para o desenvolvimento de pontos-gatilho.
Alterações biomecânicas: Problemas na biomecânica do corpo do animal, como desalinhamentos articulares ou alterações na marcha, podem levar ao desenvolvimento de pontos-gatilho.
Lesões nervosas: Danos nos nervos que inervam os músculos podem resultar em pontos-gatilho.
Os sintomas associados aos pontos-gatilho em animais podem incluir:
Dor: O sintoma mais comum é a dor localizada ou dor referida em outras áreas do corpo.
Alterações no comportamento: Animais com pontos-gatilho podem apresentar mudanças no comportamento, como irritabilidade, resistência a atividades físicas ou dificuldade em se mover.
O diagnóstico de pontos-gatilho em animais geralmente envolve uma avaliação clínica cuidadosa realizada por um veterinário ou fisioterapeuta veterinário. Isso pode incluir a palpação dos músculos para identificar nódulos dolorosos e a observação do comportamento do animal.
O tratamento dos pontos-gatilho em animais pode envolver várias abordagens, incluindo:
Terapia manual: Isso inclui técnicas como liberação miofascial e massagem terapêutica para liberar a tensão muscular nos pontos-gatilho.
Terapia de pontos-gatilho: A aplicação de pressão nos pontos-gatilho pode ser feita manualmente ou com o uso de dispositivos como agulhas secas.
Exercícios de alongamento e fortalecimento: Esses exercícios visam melhorar a flexibilidade muscular e fortalecer os músculos afetados, ajudando a prevenir a recorrência dos pontos-gatilho.
Modalidades físicas: Terapias como calor, eletroterapia (como a estimulação elétrica nervosa transcutânea - TENS) ou terapia a laser podem ser usadas para aliviar a dor, melhorar a circulação sanguínea e promover a cicatrização dos tecidos.
Intervenções farmacológicas: Em alguns casos, podem ser prescritos medicamentos analgésicos, anti-inflamatórios não esteroides (AINEs) ou relaxantes musculares para aliviar a dor associada aos pontos-gatilho.
É importante lembrar que o tratamento de pontos-gatilho em animais deve ser realizado por profissionais de saúde veterinária qualificados. O diagnóstico e o tratamento adequados podem aliviar o desconforto do animal e melhorar sua qualidade de vida.
Em resumo, tanto as contraturas quanto a síndrome da dor miofascial podem afetar cães, e o tratamento eficaz depende do diagnóstico precoce e da aplicação adequada de técnicas de reabilitação e terapia. Isso pode melhorar significativamente a qualidade de vida dos pacientes caninos.